# スティルフーズ
株式会社スティルフーズ（英: Stillfoods inc.）は東京都港区でレストランの開発・運営、及び、コンサルティング業務を行っている会社である。

## 概要
キャピトル東急ホテル、サイプレスホテルアンドリゾートを経て、代表取締役・鈴木成和が1995年に設立。当時は何もなかったお台場にイタリアンレストラン「ブルスケッタ ピックス カフェ」をオープンし、お台場ブームの火付け役となった。立地・顧客ニーズに合わせた業態開発に力を入れている。
フラッグシップのレストランは、六本木ヒルズ けやき坂通りにある37 Steakhouse & Bar。乃木坂に本店を構えるピッツェリア 1830は、アウトレットなど商業施設を中心に店舗展開しており、本店は薪を使用した窯でピッツァを焼き上げている。

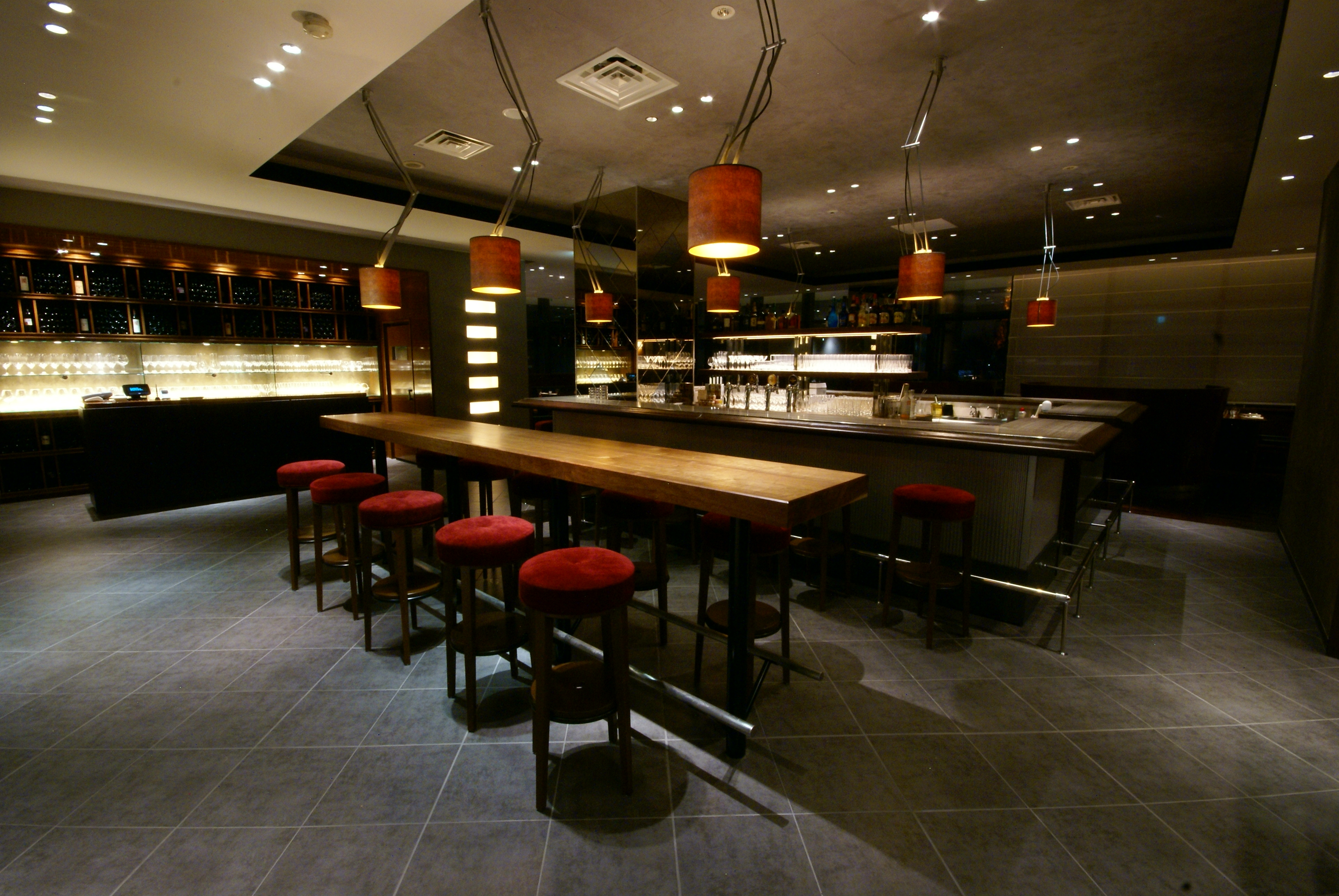
37 Steakhouse & Bar
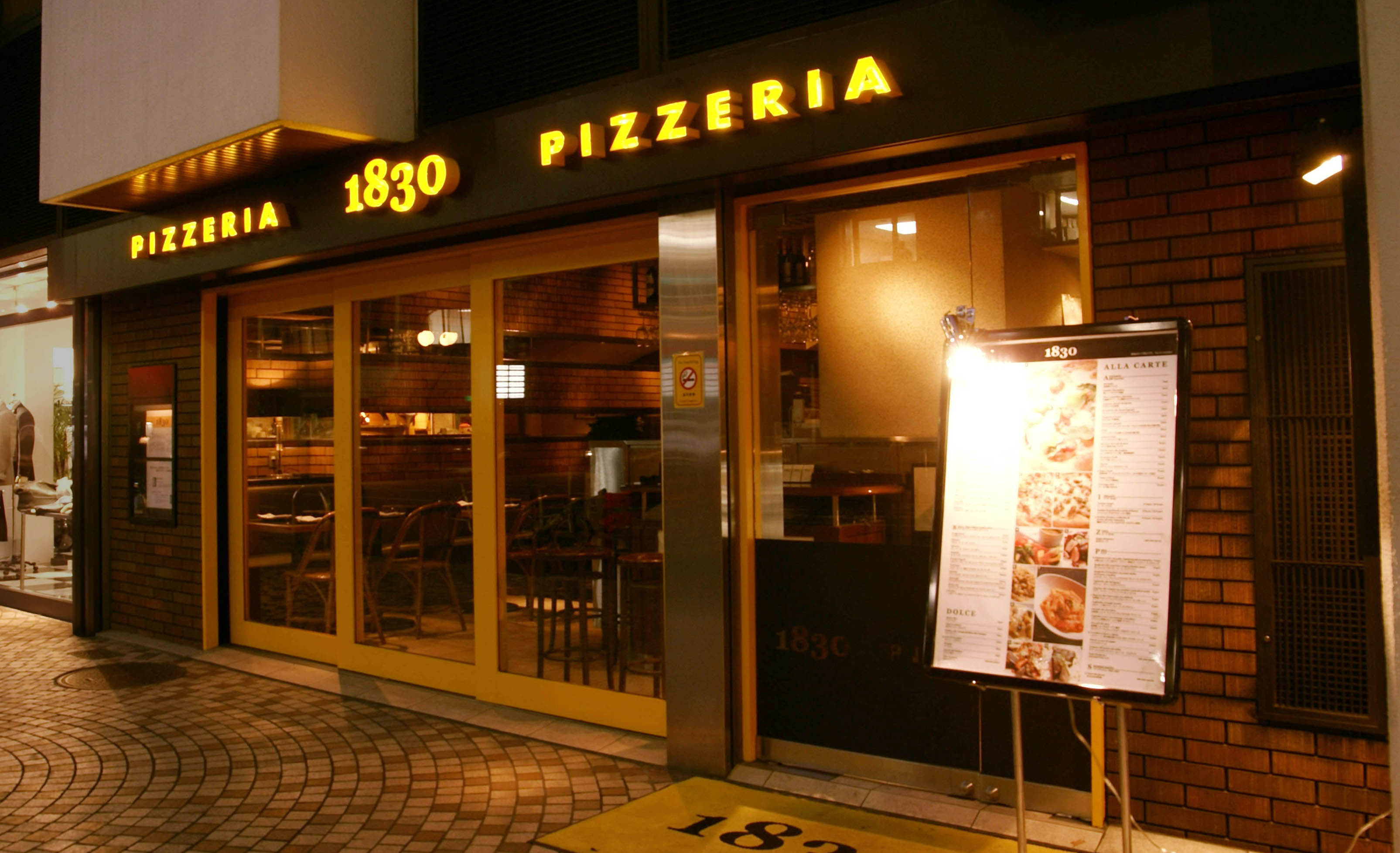
ピッツェリア 1830 乃木坂

フルサービスのレストランからセルフサービスのレストラン、カフェなどを、北海道、宮城県、茨城県、埼玉県、千葉県、東京都、神奈川県、静岡県、大阪府、福岡県と、広範囲に展開している。

## 沿革
- 1995年
  - 10月 - 株式会社スティルフーズ設立。
  - 12月 - 新宿アイランドタワーB1に、南仏料理「プロヴァンス」（後にエノグスト新宿・2004年4月閉店）をオープン。
- 1996年4月 - 臨海副都心お台場に、「ブルスケッタ ピックス カフェ」（後にエノグスト／平成17年6月閉店）、「マーゴ バー」（平成18年5月閉店）をオープン。
- 1997年4月 - 東麻布・平和堂ビルにイタリアンレストラン「イルピノーロ」をオープン。（平和堂ビル建て替えに伴い平成16年3月で一時閉店）
- 1998年
  - 3月 - 横浜ベイサイドマリーナ（現：三井アウトレットパーク横浜ベイサイド）における三井不動産のビッグプロジェクトである7店舗が集まるレストランモール「横浜ベイサイドマリーナ シーポートレストランツ」に「ブルスケッタ ピックス カフェ（カジュアルイタリアン）」、「ベイサイドデリ（カジュアルアメリカン）」、「ロン（チャイニーズ）」、「カップスアンドカンパニー（カフェ・後に2GO、その後にCafe 506）」の4店舗をオープン。プロジェクトは、日本初のアウトレットとしてオープンとなる。
  - 9月 - 「横浜ベイサイドマリーナ・シーポートレストランツ」グランドオープン。アウトレットモールの中に、イタリアンジェラートショップ「マリオジェラテリア[2]」1号店がオープン。アウトレットへはオープン3日間で15万人の来客となり予想をはるかに越える集客となった。
- 1999年11月 - 東京駅名店街（現：東京駅一番街）に、カジュアルイタリアン「ノチョーラ」、ケーキショップ「ノチョーラ パスティチェリア」（共に平成16年7月閉店）をオープン。
- 2000年
  - 4月 - 南町田グランベリーモールに「マリオジェラテリア」2号店をオープン。 亀戸サンストリートにカジュアルイタリアン「アランチオ」をオープン 。（平成18年9月閉店）
  - 9月 - ラ･フェット多摩南大沢（現：三井アウトレットパーク多摩南大沢）に「アランチオ（現：PIZZERIA 1830多摩南大沢）」2号店、「マリオジェラテリア」3号店がオープン。
  - 10月 - ガーデンウォーク幕張（現：三井アウトレットパーク幕張）にカジュアルイタリアン「ピスタッキオ」、「マリオジェラテリア」4号店（2006年11月にオッペン化粧品に事業譲渡）をオープン。
  - 11月 - 初の都内店舗「マリオジェラテリア」5号店をウィング高輪にオープン。（2005年1月閉店）
  - 12月 - 有名デザイナー森田恭通によるオリエンタルなデザインのチャイニーズダイニング「ニウ」を青山にオープン（2007年4月閉店）。
- 2001年
  - 1月 - 六本木ピラミデビル1Fにアメリカンブラザリー「ロティ」をオープン。
  - 4月 - 晴海トリトンスクェア3階にイルピノーロの姉妹店「イルピノリーノ」（2006年2月閉店）をオープン。渋谷セルリアンタワー東急ホテル2Fに「オリ」[3]をオープン。
  - 7月 - 銀座7丁目のGINZA GREEN9階に、銀座らしく落ち着いた雰囲気の「イルピノーロ」[3]2号店をオープン。東京駅名店街（現：東京駅一番街）地下1階「おやつの時間」の洋菓子ゾーンに「イルピノーロ ケーキショップ」1号店をオープン。（2006年6月閉店）
  - 8月 - 新潟三越伊勢丹本店地下1階に「マリオジェラテリア」6号店（2006年11月にオッペン化粧品に事業譲渡・2007年6月「プレミアムマリオジェラテリア」としてリニューアル）オープン。マリオジェラテリアとしては初めての百貨店出店。
  - 9月 - 横浜ベイサイドマリーナにテイクアウト主体のカフェ「Cafe Club」をオープン。
- 2002年
  - 3月 - 東麻布レストラン「イルピノーロ」の入った平和堂貿易ビル1階に「レストランのデザートをご自宅でも」というコンセプトに基づき「イルピノーロ カフェ」[3]1号店（2004年現在の表参道、日本看護協会ビルに移転）をオープン。上野アトレのグランドオープンに伴いカジュアルイタリアン「リモネッロ」[3]をオープン。横浜みなとみらい「クイーンズスクエア横浜」内に「マリオジェラテリア」7号店（平成18年9月閉店）をオープン。晴海トリトンスクエア内1Fに「ロティ」の姉妹店「ロティグリル」（平成19年3月閉店）をオープン。
  - 4月 - 「イルピノーロ ケーキショップ」[3]3号店が銀座三越店にオープン。当ショップとしては百貨店初出店。お台場「ブルスケッタ ピックス･カフェが「エノグスト」（2005年6月閉店）としてワインと小皿料理を楽しむ新しいコンセプトでリニューアルオープン。
  - 5月 - スティルフーズ本社オフィスを西新宿から東麻布へ移転。
  - 6月 - 東急田園都市線、田園調布駅前に「イルピノーロ ケーキショップ」4号店をオープン。
  - 7月 - 「マリオジェラテリア」8号店を銀座2丁目にオープン。初の路面店ショップ（2006年12月閉店）。「マリオジェラテリア」9号店を立川ルミネにオープン（2005年7月閉店）。
- 2002年
  - 8月 - 「プロヴァンス」が「エノグスト新宿」（2004年4月閉店）としてリニューアルオープン。
  - 10月 - 「マリオジェラテリア」10号店が深川ギャザリア ロータスパークにオープン。
  - 11月 - 「マリオジェラテリア」11号店が西武池袋線、大泉学園駅ゆめりあフェンテにフランチャイズ第1号店としてオープン。神奈川県川崎の商業施設「ラチッタデッラ」に「イルピノーロ」3号店と「マリオジェラテリア」12号店（2005年2月閉店）をオープン。
- 2003年
  - 6月 - 銀座5丁目に韓国家庭料理「ユンヒ」（2007年4月閉店）をオープン。スティルフーズと韓国・Royal SHSとのコラボレーションにて実現。
  - 9月 - 玉川髙島屋SC新南館に「イルピノーロ ケーキショップ」（2007年1月閉店）をオープン。「マリオジェラテリア」を併設した初の複合店となる。銀座5丁目に「マーゴ バー」2号店（2007年6月閉店）をオープン。
- 2004年
  - 3月 - 横浜三越地下1階に「イルピノーロ ケーキショップ」（2006年9月閉店）をオープン。ケーキショップ神奈川初出店。
  - 4月 - スティルフーズ本社オフィスを東麻布から現在の八丁堀へ移転。東麻布の「イルピノーロ カフェ」を表参道、日本看護協会ビルに移転。乃木坂に薪窯を使った本格ナポリピッツァのレストラン「PIZZERIA 1830」をオープン。
  - 5月 - 新宿三井ビルに株式会社エクスプレスとのコラボレーションにより、スープバー「チャウダーズ」に併設で「マリオジェラテリア」をオープン。
  - 9月 - 丸の内「明治安田生命ビル」に「イルピノーロ ドゥエ」（2007年4月閉店）オープン。
  - 10月 - スティルフーズ関西初出店。リストランテ「イルピノーロ」を大阪･梅田の「ヒルトンプラザ ウェスト」にオープン。
  - 12月 - 銀座5丁目に「mezzanotte」（2009年12月閉店）オープン。 深夜まで営業しているリストランテというコンセプトに基づきワインを豊富に取り揃えた隠れ家的レストラン。

- 2005年
  - 2月 - アウトレットモールのラ･フェット 多摩 南大沢（現：三井アウトレットパーク多摩南大沢）に「クレープ クレープ」[2]をオープン。「マリオジェラテリア」がプロデュースしたオリジナルレシピの生地にフレッシュな食材を贅沢に使ったクレープショップの1号店。「マリオジェラテリア」名古屋に初出店。名古屋市中区「サンシャイン栄」に「マリオジェラテリア カフェ」[2]（2006年11月閉店）をオープン。
  - 3月 - 銀座並木通りビルにフレンチダイニング、アジアンダイニング、バー&ラウンジの3つのエリアを持つレストラン「カユマニス」がオープン。（2007年2月一時閉店後、同年7月にオペレーションファクトリーとのコラボレーションにより「砂漠の薔薇」としてリニューアルオープン）
  - 4月 - マリオジェラテリア深川店店内に「クレープ クレープ」を併設オープン。
  - 6月 - JR秋葉原駅・昭和通り口にオープンした「アトレヴィ秋葉原」に、N.Y.スタイルのグルメダイニング「チェルシーマーケット」[3]をオープン。
  - 7月 - 「そごう横浜店」10階に新業態のイタリアンレストラン「イルピノーロ レヴィータ」をオープン。大阪、京阪天満橋駅直通の商業施設「京阪シティモール」にカジュアルイタリアン「オリ」をオープン。また、同ビル屋上に「ルーフトップバー」[3]をオープン。「クレープ クレープ」の3号店が横浜ベイサイドマリーナ ショップス&レストランツにオープン。
  - 9月 - 大阪「そごう心斎橋本店」13階にイタリアンレストラン「イルピノーロ レヴィータ」[3]を、地下1階に「イルピノーロ ケーキショップ」（2006年10月閉店）をオープン。
  - 10月 - 「マリオジェラテリア カフェ」が LALAガーデンつくばにオープン。バーニーズ ニューヨークと「イルピノーロ」のコラボレーションカフェ「BARNEYS NEW YORK & ILPINOLO」を期間限定でオープン。「新宿MOA街 活性化プロジェクト」内のバーニーズ ニューヨーク新宿店15周年を記念したイベントにて。
  - 11月 - 四ツ谷駅直結の「アトレ四谷」に「マリオジェラテリア」がオープン。
- 2006年
  - 3月 - 埼玉県さいたま市浦和区の伊勢丹浦和店に「イルピノーロ レヴィータ」と「イルピノーロ ケーキショップ」がオープン。
  - 5月 - そごう千葉店10Fに「イルピノーロ レヴィータ」4号店がオープン。
  - 9月 - JR川崎駅直結の大型商業施設、ラゾーナ川崎プラザに「鉄板焼 S」 、「イルピノーロ ケーキショップ、「クレープ クレープ（*1）」がオープン。
  - 10月 - ガーデンウォ～ク幕張（現、三井アウトレットパーク 幕張）に「クレープ クレープ」がオープン。
  - 11月 - 「マリオジェラテリア」及び「クレープ クレープ」全店を、オッペン化粧品株式会社（本社：大阪府吹田市）に事業譲渡。
- 2007年
  - 3月 - 横浜市都筑区にオープンした複合商業施設「ららぽーと横浜」の高級フードコート「FOURSYUN」内に「PIZZERIA 1830」がオープン。六本木、防衛庁跡地にオープンした、オフィス、ショッピングモール、美術館などが複合した大型商業施設 「東京ミッドタウン」に「ロティ」と新業態のホットドッグショップ「Madison Park Cafe」をオープン。
  - 4月 - レストラン事業の一部を株式会社ユニマットクリエイティブに事業譲渡。譲渡対象は「イルピノーロ（ケーキショップ含む）」、「イルピノーロ レヴィータ」、「オリ（ルーフトップバー含む）」、「リモネッロ」、「チェルシーマーケット」の5ブランド。
- 2008年
  - 3月 - 横浜ベイサイドマリーナの4店舗を改装・リニューアルに伴い、2GOを「Cafe 506」として新規オープン。静岡県御殿場市の「御殿場プレミアム･アウトレット」に「Cafe 3310」をオープン。
  - 4月 - 埼玉県入間市にオープンする「三井アウトレットパーク 入間」に3店舗目の「PIZZERIA 1830」をオープン。
- 2009年
  - 3月 - 東京ミッドタウンに新業態のバール「Ba-tsu」をオープン。
  - 7月 - 茨城県稲敷郡阿見町にオープンした「あみプレミアム・アウトレット」内に「PIZZERIA 1830」をオープン。宮城県仙台市にオープンにした「三井ガーデンホテル仙台」に「BAROLO - Ristorante da 1830」をオープン。スティルフーズ東北地方初出店。
  - 12月 - 銀座5丁目に「NAPA」をオープン。ナパ･バレーのワインとシンプルなカリフォルニアスタイルのイタリア料理を楽しめるレストラン（2010年12月閉店）。
- 2010年
  - 3月 - 六本木ヒルズ・六本木けやき坂通り2階（けやき坂テラス）に熟成肉のステーキを提供するステーキハウス「37 Steakhouse & Bar」をオープン。
  - 4月 - 北海道北広島市にグランドオープンした「三井アウトレットパーク札幌北広島」内に「PIZZERIA 1830」をオープン。
  - 7月 - 仙台市青葉区にグランドオープンした「仙台トラストシティ」内にピッツェリア・カフェ「Barbaresco」をオープン。スティルフーズの仙台エリア2店舗目の出店。
- 2011年
  - 2月 - 三井アウトレットパーク多摩南大沢の「アランチオ」を「PIZZERIA 1830」としてリニューアル。
  - 3月 - JR博多駅ビル「JR博多シティ・アミュプラザ博多」の「シティダイニング くうてん」に生パスタ専門店「37 PASTA」をオープン
  - 6月 - 品川プリンスホテル アネックスタワー2F「フードコート 品川キッチン」に「PIZZERIA 1830」をオープン。
  - 7月 - りんくうプレミアム・アウトレットに「PIZZERIA 1830」をオープン。同店の関西初出店。六本木ヒルズにカレー専門店「37 CURRY」をオープン。

## 主な出店先
東京ミッドタウン、六本木ヒルズ、三井アウトレットパーク、ラゾーナ川崎、御殿場プレミアム・アウトレット、JR博多シティ、ららぽーと横浜など。